# 文芸社
株式会社文芸社（ぶんげいしゃ）は、商業出版、流通出版、自費出版を行う日本の出版社。

## 沿革
- 1996年4月：新宿区西早稲田に株式会社文芸社設立、資本金1,000万円
- 1999年10月：本社を文京区後楽に移転
- 2000年2月：日本図書館協会入会
- 2000年4月：文芸社フェニックス大賞創設
- 2000年5月：自分本出版総合プロデュースシステム「ホンダス」開始
- 2000年10月：電子出版サイト「Boon-gate.com」サービス開始
- 2002年2月：本社を新宿区新宿に移転
- 2003年3月：出版文化産業振興財団入会
- 2006年6月：著作者保護制度設立
- 2011年2月：えほん大賞を創設[2]
- 2011年2月：文芸社文庫レーベル創刊
- 2014年4月：オンライン・ライブラリサイト「みんなの本町」オープン
- 2017年1月：文芸社文庫NEOを創刊[3]
- 2017年3月：コメダ珈琲店新宿御苑前店をオープン[4]
- 2017年11月：株式会社新宿共同ビルを吸収合併[5]

## 出版形態
通常の商業出版のほか、著者が出版費用を負担するタイプの流通出版、自費出版（いわゆる私家本の発行）を手がける。
また、広く原稿・企画・アイデアを募集しており、担当者により審査され「特別企画書籍」として出版社の全額負担で全国出版が可能なほか、流通出版は刊行後、全国に1000店以上ある文芸社提携書店のうち約300書店に1年間常備陳列される。流通出版には著者が印税を受け取る「印税タイプ」と著者が売上金の60%を受け取る「売上げ還元タイプ」があり、刊行された作品を対象に「選定企画書籍」として著者負担の出版委託金を全額返金する制度もある。
なお、流通可能な水準と評価されなかった作品については書き直しを勧めるケースが多いが、ホンダスという執筆サポートによって自費出版（流通可能）をすることもできる。
文芸社から刊行される無名の著者の作品が大ヒットする可能性は低いが、山田悠介、神永学、中園直樹、秋山香乃といった成功例もある。さらに合計500万部を突破する大ヒットとなった『B型 自分の説明書』（2007年）をはじめとする「血液型シリーズ」は、無名の著者による流通出版の初版第1刷1000部が源である。

## 最近の動向

### 著作者保護制度
著者が文芸社に支払った刊行に要する費用、著者に支払われるべき印税は、「著作者保護制度」という信託財産システムを導入することで分別管理され、契約書籍の刊行前に倒産など文芸社の財務状況が破綻した場合には支払金等が著者に返還される。このシステムの効果は、契約した書籍が実際に刊行されるまで、文芸社は著者が支払った費用に手を付けることが出来ないということにある。このシステムは碧天舎・新風舎など、自費出版等の依頼後に出版社が破綻し出版や返金が滞ったことに鑑み、文芸社が都市銀行信託部門と研究を重ねて開発したものである。

### テレビドラマ
民放テレビ局との共同企画として、出版された作品の中からテレビ朝日系列にて年1回「文芸社ドラマスペシャル」としてテレビドラマを放映している。
- 2002年「神戸発、尾道まで」（出演：生瀬勝久・南果歩）
- 2003年「OLが行く!」（出演：瀬戸朝香・いしだあゆみ）
- 2004年「マグロ☆ボーイズ」（出演：えなりかずき・小林稔侍）
- 2005年「おばあさんの反乱」（出演：磯野貴理・伊藤蘭）
- 2006年「ブレスト〜女子高生、10億円の賭け!」（出演：佐藤藍子・多部未華子・小林涼子・佐津川愛美・山田純大・益岡徹：主題歌：Salyu「風に乗る船」）
- 2007年「母とママと私」（出演：岸惠子・夏川結衣・吉行和子）
- 2008年「長男の結婚 〜花嫁はバツイチ!年上!子持ち!?〜」（出演：冨司純子・中島知子・石垣佑磨・石橋蓮司）
- 2009年「逆転夫婦の珈琲ワルツ」（出演：田中好子、長塚京三、志賀廣太郎、黒田福美、赤塚真人、菊地美香、大滝秀治）
- 2010年「ペーパー離婚 〜娘の結婚VS親の離婚〜」（出演：中越典子・市毛良枝・綿引勝彦・柏原収史・島かおり・岡本信人・渡辺美佐子）
- 2011年「あの海を忘れない 〜若年性アルツハイマー病を支えて〜」（出演：若村麻由美・綾野剛、小林稔侍（特別出演）、萬田久子）
- 2012年「恋味母娘」（出演：斉藤由貴・加藤虎ノ介、髙嶋政宏、白川由美）

単発企画でも2005年「ずっと逢いたかった」（出演：松本幸四郎。フジテレビ系「金曜エンタテイメント」）、2009年「にぃにのことを忘れないで」（出演：錦戸亮他。日本テレビ系「24時間テレビ」スペシャルドラマ）、2010年「みぽりんのえくぼ」（出演：広末涼子、長瀬智也、福田麻由子他。「24時間テレビ」）がある。

### コンテスト
数々のコンテストを開催しており、吉高寿男などを輩出した。

## 関連会社
- 株式会社草思社 - 1961年創業。2008年以降、文芸社の子会社化。
- 株式会社文芸社ビジュアルアート
- 株式会社文芸社総合研究所
- 株式会社文芸社恒産 - 2019年2月に株式会社小田原城カントリー倶楽部（株式会社軽井沢観光開発を吸収合併）と株式会社福祥を吸収合併。
- 株式会社ブックハウス.ジャパン - 株主は瓜谷綱延[8]
- プライムメディア株式会社
- 株式会社キャピタルソリューションズ
- 株式会社横浜ホテル開発
- 株式会社プライムソーラー

## 関連施設
- ホテルグランヴェール旧軽井沢（長野県北佐久郡軽井沢町軽井沢東167）

本をコンセプトにしたリゾートホテル。フロントやラウンジ・ダイニングスペースに書棚を備え、文芸社・草思社の出版物を架蔵している。宿泊客は自由に読むことができる。